# العلاقات الزيمبابوية الموزمبيقية
العلاقات الزيمبابوية الموزمبيقية هي العلاقات الثنائية التي تجمع بين زيمبابوي وموزمبيق.

## مقارنة بين البلدين
هذه مقارنة عامة ومرجعية للدولتين:
| وجه المقارنة                                              | زيمبابوي | موزمبيق          |
| --------------------------------------------------------- | --- | ---------------- |
| المساحة (كم2)                                             | 390.76 ألف | 801.59 ألف       |
| عدد السكان (نسمة)                                         | 16.53 مليون | 29.67 مليون      |
| الكثافة السكانية (ن./كم²)                                 | 42.3 | 37.01            |
| العاصمة                                                   | هراري | مابوتو           |
| اللغة الرسمية                                             | لغة إنجليزية، اللغة الشونا، النديبيلية الشمالية ‏، لغة الشيشيوا، Barwe ‏، Kalanga language ‏، Tshwa language ‏، النداو ‏، اللغة التسونجا، لغة الإشارة الزيمبابوية ‏، اللغة السوتية، تونغا ‏، اللغة التسوانية، اللغة الفيندية، اللغة الكوسية | اللغة البرتغالية |
| العملة                                                    | دولار أمريكي | متكال موزمبيقي   |
| الناتج المحلي الإجمالي (بليون دولار)                      | 17.85 مليار | 12.33 مليار      |
| الناتج المحلي الإجمالي (تعادل القوة الشرائية) بليون دولار | 27.88 مليار | 33.35 مليار      |
| الناتج المحلي الإجمالي الاسمي للفرد دولار أمريكي          | 924 | 529              |
| الناتج المحلي الإجمالي للفرد دولار أمريكي                 | 1.79 ألف | 1.13 ألف         |
| مؤشر التنمية البشرية                                      | 0.509 | 0.416            |
| رمز المكالمات الدولي                                      | +263 | +258             |
| رمز الإنترنت                                              | .zw | .mz              |
| المنطقة الزمنية                                           | ت ع م+02:00 | ت ع م+02:00      |

## منظمات دولية مشتركة
يشترك البلدان في عضوية مجموعة من المنظمات الدولية، منها:
| علم المنظمة | اسم المنظمة                                 | تاريخ انضمام زيمبابوي | تاريخ انضمام موزمبيق |
| ----------- | ------------------------------------------- | --------------------- | -------------------- |
|             | منظمة التجارة العالمية                      | ?                     | ?                    |
|             | الاتحاد الأفريقي                            | ?                     | ?                    |
|             | الأمم المتحدة                               | 25 أغسطس 1980         | 16 سبتمبر 1975       |
|             | مجموعة دول أفريقيا والكاريبي والمحيط الهادئ | ?                     | ?                    |
|             | الاتحاد الدولي للاتصالات                    | 10 فبراير 1981        | 4 نوفمبر 1975        |
|             | يونسكو                                      | 22 سبتمبر 1980        | 11 أكتوبر 1976       |
|             | الاتحاد البريدي العالمي                     | ?                     | ?                    |
|             | مجموعة التنمية لأفريقيا الجنوبية            | ?                     | ?                    |
|             | مؤسسة التنمية الدولية                       | 29 سبتمبر 1980        | 24 سبتمبر 1984       |
|             | منظمة حظر الأسلحة الكيميائية                | ?                     | ?                    |
|             | وكالة ضمان الاستثمار متعدد الأطراف          | 10 أبريل 1992         | 23 نوفمبر 1994       |
|             | منظمة الشرطة الجنائية الدولية               | ?                     | ?                    |
|             | مؤسسة التمويل الدولية                       | 29 سبتمبر 1980        | 24 سبتمبر 1984       |
|             | البنك الدولي للإنشاء والتعمير               | 29 سبتمبر 1980        | 24 سبتمبر 1984       |
|             | البنك الإفريقي للتنمية                      | ?                     | ?                    |
|             | المركز الدولي لتسوية المنازعات الاستشارية   | 19 يونيو 1994         | 7 يوليو 1995         |

## وصلات خارجية
- موقع وزارة الخارجية الزيمبابوية
- موقع وزارة الخارجية الموزمبيقية